# Mariia Sukhopalova
Mariia Sukhopalova (en ukrainien : Марія Сухопалова), née le 16 juillet 2004, est une coureuse cycliste ukrainienne spécialiste de VTT. Elle est notamment championne du monde de cross-country eliminator en 2025.

## Biographie
Mariia  Sukhopalova est originaire de Kharkiv,. À 17 ans, elle devient championne d'Ukraine de cross-country juniors (moins de 19 ans) et championne d'Ukraine de cross-country eliminator chez les élites en 2021, battant la double championne d'Europe Iryna Popova. Elle remporte également plusieurs courses de VTT internationales et se classe cinquième aux championnats d'Europe de cross-country juniors.
Par la suite, elle participe principalement à des courses de cross-country, sans obtenir de résultats exceptionnels lors de la Coupe du monde de VTT dans la catégorie des espoirs (moins de 23 ans), mais remportant plusieurs courses en Europe du Sud-Est et en Turquie. En 2024, elle reçoit le titre national de Maître des Sports dans la catégorie internationale. En avril 2025, elle participe pour la première fois à la Coupe du monde de cross-country eliminator à Douchanbé et s'impose d'entrée. Deux mois plus tard, elle devient championne du monde de cross-country eliminator à Sakarya. 

## Palmarès en VTT

### Championnats du monde
- Sakarya 2025
  -  Championne du monde de cross-country eliminator

### Coupe du monde
- Coupe du monde de cross-country eliminator
  - 2025 : vainqueur d'une manche

### Championnats d'Ukraine
- 2021
  -  Championne d'Ukraine de cross-country eliminator
  -  Championne d'Ukraine de cross-country juniors
- 2024
  -  Championne d'Ukraine de cross-country espoirs